# Olympische Sommerspiele 1948/Teilnehmer (Uruguay)
| Gelbes Symbol für Goldmedaillen mit stilisierten Olympischen Ringen | Graues Symbol für Silbermedaillen mit stilisierten Olympischen Ringen | Braundes Symbol für Bronzemedaillen mit stilisierten Olympischen Ringen |
| ------------------------------------------------------------------- | --------------------------------------------------------------------- | ----------------------------------------------------------------------- |
| —                                                                   | 1                                                                     | 1                                                                       |

Uruguay nahm an den Olympischen Sommerspielen 1948 in London, England, mit einer Delegation von 59 Sportlern (allesamt Männer) teil.

## Medaillengewinner

### Silber
| Name          | Sportart | Wettkampf |
| ------------- | -------- | --------- |
| Eduardo Risso | Rudern   | Einer     |

### Bronze
| Namen                          | Sportart | Wettkampf    |
| ------------------------------ | -------- | ------------ |
| William Jones & Juan Rodríguez | Rudern   | Doppelzweier |

## Teilnehmer nach Sportarten

### Basketball
- Herrenteam
5. Platz

- Kader
Adesio Lombardo
Carlos Roselló
Eduardo Folle
Eduardo Gordon
Gustavo Magariños
Héctor García
Héctor Ruíz
Martín Acosta y Lara
Miguel Diab (Club Atlético Atenas[1])
Nelson Demarco
Néstor Antón
Roberto Lovera
Víctor Cieslinskas

### Boxen
- Guillermo Porteiro
Fliegengewicht: 17. Platz

- Pedro Carrizo
Bantamgewicht: 9. Platz

- Basilio Álvez
Federgewicht: 9. Platz

- Alberto Boullossa
Leichtgewicht: 9. Platz

- Feliciano Rossano
Weltergewicht: 9. Platz

- Dogomar Martínez
Mittelgewicht: 5. Platz

- Felipe Posse
Halbschwergewicht: 9. Platz

- Agustín Muñiz
Schwergewicht: 9. Platz

### Fechten
- Sergio Iesi
Florett, Einzel: Viertelfinale
Florett, Mannschaft: Viertelfinale

- Daniel Rossi
Florett, Einzel: Viertelfinale
Florett, Mannschaft: Viertelfinale

- Jaime Ucar
Florett, Einzel: Vorrunde
Florett, Mannschaft: Viertelfinale

- Juan Paladino
Florett, Mannschaft: Viertelfinale
Säbel, Einzel: Viertelfinale

- César L. Gallardo (Club Atlético Atenas[1])
Florett, Mannschaft: Viertelfinale

### Leichtathletik
- Juan López
100 Meter: Halbfinale
200 Meter: Vorläufe
4 × 100 Meter: Vorläufe

- Mario Fayos
100 Meter: Viertelfinale
200 Meter: Vorläufe
4 × 100 Meter: Vorläufe

- Walter Pérez (Club Atlético Atenas[1])
100 Meter: Vorläufe
200 Meter: Vorläufe
4 × 100 Meter: Vorläufe

- Hércules Azcune
4 × 100 Meter: Vorläufe
Hochsprung: 17. Platz
Zehnkampf: 20. Platz

- Pedro Listur (Club Atlético Atenas[1])
Hochsprung: 21. Platz in der Qualifikation

### Moderner Fünfkampf
- Alberto Ortíz
Einzel: 26. Platz

- Carlos Mercader
Einzel: 31. Platz

- Rubén Orozco
Einzel: 42. Platz

### Radsport
- Waldemar Bernatzky
Straßenrennen, Einzel: DNF
Straßenrennen, Mannschaft: Kein Ergebnis
4000 Meter Mannschaftsverfolgung: 4. Platz

- Enrique Demarco
Straßenrennen, Einzel: DNF
Straßenrennen, Mannschaft: Kein Ergebnis

- Mario Figueredo
Straßenrennen, Einzel: DNF
Straßenrennen, Mannschaft: Kein Ergebnis

- Luis López
Straßenrennen, Einzel: DNF
Straßenrennen, Mannschaft: Kein Ergebnis

- Leonel Rocca
Sprint: 5. Platz

- Carlos Tramútolo
1000 Meter Zeitfahren: 11. Platz

- Atilio François
4000 Meter Mannschaftsverfolgung: 4. Platz

- Juan de Armas
4000 Meter Mannschaftsverfolgung: 4. Platz

- Luis Ángel de los Santos
4000 Meter Mannschaftsverfolgung: 4. Platz

### Rudern
- Eduardo Risso
Einer: Silber

- William Jones
Doppelzweier: Bronze

- Juan Rodríguez
Doppelzweier: Bronze

### Schwimmen
- Florbel Pérez
400 Meter Freistil: Vorläufe
1500 Meter Freistil: Halbfinale

- Carlos Noriega
100 Meter Rücken: Vorläufe

### Segeln
- Félix Sienra
Firefly: 6. Platz

- Carlos Saez
Star: 12. Platz

- Juan Bidegaray
Star: 12. Platz

### Wasserball
- Herrenteam
13. Platz

- Kader
Enrique Pereira
Juan López
Julio César Costemalle
Leonel Gabriel
Juan Bucetta
Osvaldo Mariño
Ramón Abella
Raúl Castro